# Jim Brewer
James Turner Brewer (Maywood (Illinois), 3 de dezembro de 1951) é um ex-basquetelista estadunidense que jogou na NBA durante 9 temporadas nos anos 70. Com seus 2,09 metros, jogava nas posições de ala e pivô.

## Trajetória desportiva

### Universidade
Jogou na Universidade de Minnesota, onde em 1973 foi eleito na segunda equipe All-American.

### Profissional
Foi eleito na segunda posição do Draft da NBA de 1973 pelos Cleveland Cavaliers, onde jogou durante 5 temporadas e meia. Seu melhor ano foi 1976, quando conseguiu médias de 11,5 pontos e 10,9 rebotes por partida, sendo o terceiro máximo reboteador ofensivo da liga. Foi transferido ao Detroit Pistons na metade da temporada 1978-79, onde mal jogou uma vintena de partidas. Ao ano seguinte assinou com o Portland Trail Blazers, onde faz uma discreta campanha saindo desde o banco, mas que não lhe impede seguir no ano seguinte para os Lakers, aos que ajudaria a conseguir o anel de Campeões da NBA em 1982. Nesse mesmo ano, com 30 anos, aposentou-se, depois de obter médias durante 9 temporadas de 5,8 pontos e 6,3 rebotes por partida.
Brewer também jogou pela equipe de Cantù, na Itália, ganhando a Copa de Europa em 1983.

#### Estatísticas na NBA

##### Temporada regular
| Temporada | Idade | Equipe                 | Liga | P   | TIT | Min  | TC  | TCA  | %TC  | 3P  | 3PA | %3P  | TL  | TLA | %TL  | R.of. | R.deF. | REB  | ASIS | ROB | TAP | PER | FP  | PTS  |
| 1973-74   | 22    | Cleveland Cavaliers    | NBA  | 82  |     | 22.7 | 2.6 | 6.7  | .383 |     |     |      | 1.0 | 1.5 | .650 | 2.5   | 3.9    | 6.4  | 1.8  | 0.6 | 0.4 |     | 2.3 | 6.1  |
| 1974-75   | 23    | Cleveland Cavaliers    | NBA  | 82  |     | 24.3 | 3.5 | 7.8  | .455 |     |     |      | 1.3 | 1.9 | .648 | 2.5   | 3.7    | 6.2  | 1.6  | 0.9 | 0.5 |     | 1.8 | 8.4  |
| 1975-76   | 24    | Cleveland Cavaliers    | NBA  | 82  |     | 35.5 | 4.9 | 10.7 | .458 |     |     |      | 1.7 | 2.6 | .654 | 3.6   | 7.2    | 10.9 | 2.5  | 1.1 | 1.1 |     | 2.6 | 11.5 |
| 1976-77   | 25    | Cleveland Cavaliers    | NBA  | 81  |     | 33.0 | 3.7 | 8.1  | .451 |     |     |      | 1.2 | 2.2 | .545 | 3.4   | 6.0    | 9.4  | 2.4  | 1.2 | 1.0 |     | 2.6 | 8.5  |
| 1977-78   | 26    | Cleveland Cavaliers    | NBA  | 80  |     | 22.5 | 2.2 | 4.9  | .449 |     |     |      | 0.6 | 1.3 | .460 | 2.3   | 3.9    | 6.2  | 1.2  | 0.8 | 0.6 | 1.3 | 2.2 | 5.0  |
| 1978-79   | 27    | TOTAL                  | NBA  | 80  |     | 20.1 | 1.8 | 4.0  | .442 |     |     |      | 0.3 | 0.8 | .413 | 2.0   | 4.0    | 5.9  | 1.1  | 0.8 | 0.8 | 1.2 | 2.2 | 3.9  |
| 1978-79   | 27    | Cleveland Cavaliers    | NBA  | 55  |     | 23.7 | 2.1 | 4.7  | .440 |     |     |      | 0.4 | 0.9 | .479 | 2.3   | 4.5    | 6.7  | 1.3  | 0.9 | 1.0 | 1.4 | 2.5 | 4.6  |
| 1978-79   | 27    | Detroit Pistons        | NBA  | 25  |     | 12.4 | 1.1 | 2.4  | .450 |     |     |      | 0.1 | 0.6 | .200 | 1.4   | 2.8    | 4.2  | 0.5  | 0.5 | 0.4 | 0.8 | 1.5 | 2.3  |
| 1979-80   | 28    | Portland Trail Blazers | NBA  | 67  |     | 15.2 | 1.3 | 2.7  | .489 | 0.0 | 0.1 | .000 | 0.2 | 0.4 | .483 | 1.5   | 2.3    | 3.8  | 1.1  | 0.6 | 0.6 | 0.7 | 1.9 | 2.9  |
| 1980-81   | 29    | Los Angeles Lakers     | NBA  | 78  |     | 14.2 | 1.3 | 2.5  | .513 | 0.0 | 0.0 | .000 | 0.2 | 0.5 | .375 | 1.6   | 2.0    | 3.6  | 0.7  | 0.6 | 0.7 | 0.6 | 2.0 | 2.8  |
| 1981-82   | 30    | Los Angeles Lakers     | NBA  | 71  | 9   | 13.6 | 1.1 | 2.5  | .463 | 0.0 | 0.1 | .167 | 0.1 | 0.3 | .368 | 1.5   | 2.2    | 3.7  | 0.6  | 0.5 | 0.6 | 0.5 | 1.8 | 2.4  |
| Total     |       |                        | NBA  | 703 | 9   | 22.7 | 2.5 | 5.7  | .448 | 0.0 | 0.1 | .077 | 0.8 | 1.3 | .571 | 2.4   | 4.0    | 6.3  | 1.5  | 0.8 | 0.7 | 0.9 | 2.2 | 5.8  |

##### Playoffs
| Temporada | Idade | Equipe                 | Liga | P  | TIT | Min  | TC  | TCA | %TC   | 3P  | 3PA | %3P | TL  | TLA | %TL   | R.of. | R.deF. | REB  | ASIS | ROB | TAP | PER | FP  | PTS |
| 1975-76   | 24    | Cleveland Cavaliers    | NBA  | 13 |     | 37.6 | 3.4 | 7.8 | .436  |     |     |     | 2.0 | 3.7 | .542  | 3.1   | 7.7    | 10.8 | 2.8  | 1.0 | 0.9 |     | 2.6 | 8.8 |
| 1976-77   | 25    | Cleveland Cavaliers    | NBA  | 3  |     | 37.7 | 3.7 | 9.0 | .407  |     |     |     | 0.3 | 0.3 | 1.000 | 3.7   | 8.3    | 12.0 | 1.7  | 1.3 | 1.3 |     | 3.7 | 7.7 |
| 1977-78   | 26    | Cleveland Cavaliers    | NBA  | 1  |     | 9.0  | 0.0 | 1.0 | .000  |     |     |     | 0.0 | 2.0 | .000  | 0.0   | 0.0    | 0.0  | 0.0  | 0.0 | 0.0 | 0.0 | 2.0 | 0.0 |
| 1979-80   | 28    | Portland Trail Blazers | NBA  | 3  |     | 22.3 | 3.3 | 3.3 | 1.000 | 0.0 | 0.0 |     | 0.3 | 1.0 | .333  | 2.0   | 3.3    | 5.3  | 1.0  | 1.7 | 0.7 | 0.3 | 2.0 | 7.0 |
| 1980-81   | 29    | Los Angeles Lakers     | NBA  | 3  |     | 2.3  | 0.0 | 0.0 |       | 0.0 | 0.0 |     | 0.0 | 0.0 |       | 0.0   | 0.3    | 0.3  | 0.0  | 0.0 | 0.0 | 0.0 | 0.3 | 0.0 |
| 1981-82   | 30    | Los Angeles Lakers     | NBA  | 8  |     | 7.1  | 0.4 | 0.8 | .500  | 0.0 | 0.0 |     | 0.0 | 0.0 |       | 0.5   | 0.9    | 1.4  | 0.5  | 0.3 | 0.8 | 0.5 | 0.6 | 0.8 |
| Total     |       |                        | NBA  | 31 |     | 23.9 | 2.2 | 4.7 | .469  | 0.0 | 0.0 |     | 0.9 | 1.7 | .519  | 2.0   | 4.6    | 6.6  | 1.6  | 0.8 | 0.8 | 0.3 | 1.9 | 5.3 |

## Prêmios pessoais
- 2 vezes eleito para o 2º melhor quinteto defensivo de liga, em 1976 e 1977.
- Campeão da NBA em 1982